# Ikas
Ikas, ou centre pédagogique basque IKAS est une association loi de 1901 née en 1959.
Elle est au service de l'enseignement de et en langue basque en Pays basque français. Son travail se décline en trois axes :
- centre de ressources documentaires ;
- service d’animations : sessions de formation ou d’information destinées aux enseignants ;
- service de création ou de traduction de documents pédagogiques.

## Reconnaissance officielle
Dans la convention liant Ikas à l’Office public de la langue basque et à l’Éducation nationale, l'association est reconnue comme étant :
- un organisme exerçant une mission de service public en matière de production, d’édition et de diffusion de matériel pédagogique ;
- une structure fédérative de proximité des quatre filières d’enseignement (filières publique, privée confessionnelle, ikastolas, et d’enseignement aux adultes).

## Axes de travail
Selon les statuts votés en 1996, le centre pédagogique IKAS a pour objet social l'aide au développement de l'enseignement en langue basque, ainsi que le développement de la connaissance de la culture et du patrimoine basque dans les écoles.

### Le centre de ressources documentaires
IKAS est d’abord un centre de ressources documentaires en basque : plus de 21 000 livres, vidéocassettes, revues, CD, CD-Rom et DVD, essentiellement destinés aux enseignants, fonds informatisé, complémentaire de celui du C.D.D.P. de Bayonne et consultable en ligne.

### Animations pédagogiques
IKAS est aussi un service d’animations : sessions de formation ou d’information destinées aux enseignants.
Exemple :
- Travailler le thème de carnaval en classe
- Usage des outils linguistiques numériques...

### Production de matériel pédagogique
Voir les principales publications

## Branche souletine
Ces services ont un prolongement en Soule où une antenne a été créée en novembre 2003, pour le développement des animations essentiellement.

## Organisation

### Conseil d'administration
Présidé par Maite Erdozaincy-Etchart, le conseil d’administration est composé de 22 membres répartis en quatre collèges :
- le collège des associations d’enseignants des quatre filières d’enseignement (8 membres) ;
- le collège des associations de parents d’élèves des trois filières scolaires (4 membres) ;
- le collège des personnes physiques ou morales du monde éducatif ou culturel (2 membres) et un universitaire désigné par le département interuniversitaire des études basques ;
- le collège des membres de droit (2 membres) : le recteur de l’académie de Bordeaux et le président de l’office public de la langue basque (avec voix consultatives).

### Comité éditorial
Le comité éditorial fixe les choix éditoriaux, deux à trois fois par an. Il est composé des responsables pédagogiques des quatre filières d'enseignement et de représentants des enseignants.
Une commission pédagogique et scientifique contrôle la production, avant publication. Elle est composée d'inspecteurs pédagogiques, d'universitaires et d'académicien de la langue basque.

## Principales publications

### Littérature jeunesse

#### Création
- Hiru Otso, trilogie sur le thème du loup d'Amaia Hennebutte-Millard.
- Laino pinpirina, album sur la différence l'exclusion de Joserra Lopez.
- Hartxoa baratzean gaindi et Beldartxo lagunkina, deux albums de Xantal Barnetxe.
- Hiru bidaiariak, Behruz, Katilua, trilogie sur le thème du thé, de Paxkal Bourgoin et Xalbat Itzaina

#### Traduction
- Harri eltzekaria, traduction d'Une soupe au caillou d'Anaïs Vaugelade ;
- Kadira urdina, traduction de La chaise bleue de Claude Boujon ;
- Ami-ami, traduction de l'album de Rascal.

### Manuels

#### Mathématiques
- HaraMat, traduction de la collection CapMaths des Editions Hatier ;
- Matematikak lantzen, traduction de la collection J'apprends les Maths des Éditions Retz ;
- Matematikak kolegioan, traduction de la collection Transmath des Éditions Nathan.

#### Histoire
- Historia 1492-1815 de Mano Curutcharry.
- Erdi aroa eta Nafarroako erresuma.

### Matériel numérique
- Euskara metodoa A1/A2, méthode interactive pour l'apprentissage de la langue basque au collège.